# Lygropia orthotoma
Lygropia orthotoma là một loài bướm đêm trong họ Crambidae.